# Richard Weichert
Richard Gustav Wilhelm Weichert (* 22. Mai 1880 in Berlin; † 15. November 1961 in Frankfurt am Main) war ein deutscher Intendant und Theaterregisseur.

## Leben und Wirken
Weichert wurde auf Drängen seines Vaters Schauspieler. Seine erste Station als solcher war in Meiningen und noch vor 1910 gelangte er nach Düsseldorf. Dort wurde er durch Gustav Lindemann und Louise Dumont ermutigt, Regisseur zu werden. Nach zwei Gastinszenierungen in Berlin war er zwischen 1914 und 1919 Oberspielleiter in Mannheim. Anschließend wurde er Nachfolger von Karl Zeiss als Oberspielleiter der Bühnen in Frankfurt am Main, was er bis 1929 blieb. Als er Frankfurt verließ, hatte er in den Jahren mehrere junge Schauspieler gefördert, das Ensemble galt damals als das beste deutsche Schauspielensemble. Die Zeit war ebenfalls geprägt durch eine gemeinsame künstlerische Arbeit mit dem Bühnenbildner Ludwig Sievert (1887–1966).
Nach einer drei Jahre dauernden Gastspieltätigkeit, unter anderem in Wien und Leipzig, wurde er 1932 als Schauspieldirektor am Staatstheater München verpflichtet. Trotz großer Erfolge, konnte er wegen der Nationalsozialisten, die Reichstheaterkammer hatte ihn für nicht mehr tragbar erklärt, seine Tätigkeit nach 1933 nicht mehr unangefochten fortsetzen. Im Jahr 1934 (11. November) hatte Friedrich Schillers Wallenstein in der Regie von Richard Weichert Premiere am Theater des Volkes in Berlin. Die Titelrolle verkörperte Heinrich George. 1935 wurde er von Intendant Eugen Klöpfer als Oberregisseur an die Volksbühne Berlin verpflichtet. Vor dem Krieg war er noch Gastregisseur an der Deutschen Oper Berlin, bei den Heidelberger Schlossfestspielen und in Straßburg. Kurz vor Ende des Krieges wurden alle Bühnen geschlossen und Weichert verlor seine Anstellung.
Nach dem Krieg wurde er, während er sich am Chiemsee aufhielt, von den Amerikanern nach Frankfurt geholt, wo er als Nachfolger von Toni Impekoven dem Theater als Direktor des Schauspielhauses zu einem Neubeginn verhalf. Er blieb am Theater bis 1953 angestellt. Er ließ in seinen Aufführungen seine Darsteller simultan oder in stilisierten Posen spielen und arrangierte die Bewegungen der Darsteller geometrisch zueinander. Er gilt als zentrale Gestalt des deutschen expressionistischen Theaters. Sein Nachlass ist seit 1964 im Besitz der Stadt- und Universitätsbibliothek Frankfurt am Main.